# IAI Arava
ИАИ Арава (англ. IAI Arava) — лёгкий двухмоторный турбовинтовой транспортный самолёт укороченного взлёта и посадки.
В 1966 году компания IAI (Israeli Aircraft Industries) начала проектирование лёгкого транспортного самолёта, опытный экземпляр поднялся в воздух 27 ноября 1969 года. Экспортировался в Аргентину, Колумбию, Парагвай и ряд других стран.
К моменту прекращения серийного производства в 1987 году около 90 машин было построено и поставлено заказчикам.

## Конструкция
Самолет представляет собой подкосный моноплан с высокорасположенным крылом. Самолет имел откидывающуюся заднюю часть фюзеляжа для погрузки грузов, неубирающееся трехопорное шасси.

## Эксплуатация
Применялся в ходе гражданской войны в Никарагуа. В июле 1979 года в ходе Сандинистской революции два самолёта IAI-201 режима Сомосы достались сандинистам в качестве трофеев. Самолёт состоял или состоит на вооружении у Аргентины, Боливии, Венесуэлы, Гаити, Гватемалы, Гондураса, Израиля, Камеруна, Колумбии, Либерии, Мексики, Никарагуа, Папуа—Новой Гвинеи, Сальвадора, Таиланда, Эквадора и Эсватини. 

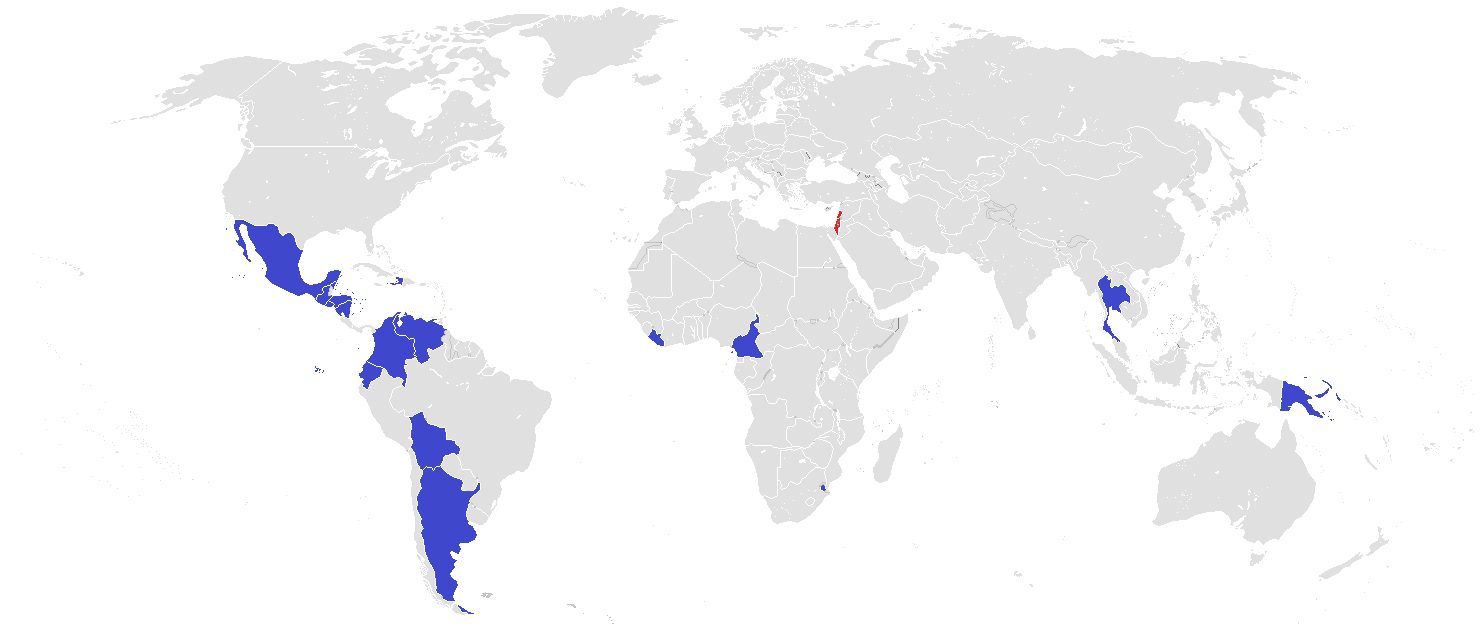
Страны, эксплуатирующие IAI Arava

## Аварии и катастрофы
По состоянию на 29 июня 2020 года в различных авариях и катастрофах было потеряно 27 самолётов IAI Arava различных модификаций. При этом погибли 146 человек.

## Варианты и модификации
Самолёт выпускался в нескольких модификациях:
- IAI 101
- IAI 102[5]
- IAI 102B
- IAI 201
- IAI 202

На основе конструкции военно-транспортного самолёта "Арава" были разработаны:
- самолёт тактической поддержки сухопутных войск (вооружённый)[6]
- патрульный самолёт для военно-морских сил (оснащённый торпедами)[6]

## Технические характеристики
- Экипаж: 2 человек
- Пассажировместимость: 24 человек
- Длина: 12,69 м
- Размах крыла: 20,98 м
- Высота: 5,21 м
- Площадь крыла: 43,68 м²
- Масса пустого: 3999 кг
- Максимальная взлётная масса: 6804 кг
- Двигатели: 2× Pratt & Whitney Canada PT6A-34 turboprops
- Мощность: 2× 750 л.с.

## Лётные характеристики
- Максимальная скорость: 369 км/ч
- Крейсерская скорость: 319 км/ч
- Практическая дальность: 1 056 км
- Скороподъёмность: 6,6 м/с
- Практический потолок: 7620 м